# Michael Corvin
Pour les articles homonymes, voir Corvin.
Michael Corvin est l'un des personnages principaux de la série de films Underworld. Il apparaît dans les films Underworld et Underworld 2 : Évolution où il est incarné par l'acteur canadien Scott Speedman. Il apparait ensuite dans Underworld : Nouvelle Ère via des images d'archives et fait son retour dans Underworld: Blood Wars où le rôle est repris par l'acteur américain Trent Garrett.

## Biographie
Bien qu'il soit l'un des personnages les plus importants de la tétralogie, on ignore toutefois un nombre considérables de faits sur lui.
Découvert par Sélène dans le premier volet, alors qu'il n'est encore qu'un humain parmi une multitude, il se distingue toutefois des autres non pas par sa volonté, mais par l'attention et les efforts que déploient les Lycans pour le capturer vivant. Lors de sa première rencontre avec Sélène, il réchappe de justesse à un conflit mortel dont l'enjeu n'est autre que lui.
Conjointement attendu (sans commun accord) par Sélène ainsi que quelques Lycans, il parvient à s'échapper mais est rattrapé dans l'ascenseur par Lucian, le chef des Lycans. Alors que celui-ci le mords, faisant de lui l'un des leurs, il est retiré à l'emprise du loup-garou par Sélène. Sauvant la vie de cette dernière après que leur voiture ait plongée dans le port, il s'évanouit pour se réveiller dans la demeure des vampires. Ignorant tout de ce monde et de sa nature changeante, il s'enfuit apeuré quand une vampire découvre qu'il a été mordu et réagit violemment. Sollicitant l'aide de Sélène lorsqu'il se rend compte que les Lycans le traque, il finit tout de même par être capturé et apporté à Lucian. Ce dernier ayant découvert qu'il est l'ultime descendant humain encore vivant de la lignée d'Alexander Corvinus, souhaite utiliser la faculté qu'a son organisme à permettre une alliance des gènes vampiriques et Lycanthropes afin de faire de lui le premier hybride : "Mi-vampire, mi-lycan, plus fort que les deux espèces réunies." . 
Malgré sa morsure et la pleine lune, il ne se transformera pas en Lycan, un sérum empêchant sa mutation lui ayant été administré. Lorsque Kraven (responsable des vampires durant le sommeil de Viktor) se rend à l'évidence que son plan pour prendre le pouvoir est tombé à l'eau et que l'attachement de Sélène envers Michael est aussi intense que celui qu'il voue à Sélène (et qu'elle ne partage pas), il abat cette "abomination", le criblant de balles au nitrate d'argent. Extrêmement efficaces contre les Lycans, ces dernières exécutent parfaitement leur devoir et Michael succombe peu à peu à ce qui empoisonne violemment son organisme. Alors qu'il est mordu par Sélène, sur instance de Lucian, et dans un ultime espoir de le sauver, Michael est pris comme cible prioritaire par Viktor, la menace à supprimer coûte que coûte. Alors que sa fin semble survenir, Michael Corvin réalise une étrange mutation, à mi-chemin entre les deux natures qui sont désormais les siennes et ainsi devenu plus fort, défend sa vie face à Viktor qui ne parvient pas à prendre le dessus. Au moment où, soutenu par des hommes armés, Viktor semble être en mesure de le tuer, Sélène, qui choisissant son camp au détriment de sa nature, élimine alors les gardes et abat Viktor, lui sauvant la vie.
Conséquemment à ce sinistre épisode, elle et lui sont alors traqués incessamment par Markus, ultime Aîné des vampires n'ayant pas trépassé, qui désire s'emparer d'un médaillon que porte Michael. S'affrontant une première fois sur le plateau d'un camion, Michael parvint à conserver le dessus suffisamment longtemps pour qu'une manœuvre de Sélène finisse par avoir raison du "gêneur". Expédiant plusieurs Lycans de vie à trépas lors d'un accueil courtois par un vampire exilé 3 siècles auparavant par nul autre que Sélène, rien ne semble être en mesure de lui causer de difficultés, pas même le soleil, tant redouté par les vampires ou même l'argent, point faible des lycans. Lui et Selene retrouvent ensuite son ancêtre l'Aîné des immortels, Alexander Corvinus, mais se font surprendre et attaquer par Markus qui tue Michael en pleine confrontation. Ce dernier revient cependant à la vie, juste à temps pour pouvoir secourir sa compagne et parviendra à vaincre et à tuer son ancêtre , le tout puissant William Corvinus, Loup-Garou Originel.
Six mois plus tard, Michael et Selene seront traqués et capturés par les humains, ces derniers souhaitant étudier l'anatomie hybride de Michael dans leur lutte contre les créatures surnaturelles. Cryogénisés pendant 12 ans Michael ignorera que sa compagne était enceinte de lui et donnera naissance à Eve, hybride comme son père mais de sang pur. Michael sera délivré de son caisson et réveillé par Selene mais se fera capturer par un lycan du nom de Marius. Ce dernier souhaitant devenir plus fort, en attendant de pouvoir capturer Eve et lui prendre son sang, prendra alors celui de Michael comme solution temporaire afin de se transformer en lycan géant insensible à l'argent.

## Apparitions
- Underworld
- Underworld 2 : Évolution
- Underworld : Nouvelle Ère (images d'archives)
- Underworld: Blood Wars